# آیین، قزوین
آیین، روستایی از توابع بخش رودبار الموت شرقی شهرستان قزوین در استان قزوین ایران است.

## جمعیت
این روستا در دهستان معلم کلایه قرار دارد و بر اساس سرشماری مرکز آمار ایران در سال ۱۳۸۵، جمعیت آن ۱۳ نفر (۴ خانوار) بوده‌است.